# Andy Christie
Pour les articles homonymes, voir Christie.
Pas d'image ? Cliquez ici

a Compétitions nationales et continentales officielles uniquement.

b Matchs officiels uniquement.
Dernière mise à jour le 15 octobre 2023.
Andy Christie, né le 22 mars 1999 à Bristol (Angleterre), est un joueur international écossais de rugby à XV jouant aux postes de troisième ligne aile et troisième ligne centre aux Saracens en Premiership.

## Biographie

### Jeunesse et formation
Andy Christie est né à Bristol d'une mère anglaise et d'un père nigérian. Fréquentant la Harrow School à partir de ses seize ans, il joue pour les clubs d'Old Albanian (en) et Bishop's Stortford (en).
Afin de se développer encore plus, il passe l'été 2018 en Nouvelle-Zélande sous l'œil de Rodney So'oialo, ancien All-black.

### Carrière en club
Andy Christie fait ses débuts professionnels lors de la saison 2018-2019 dans un match de Coupe d'Angleterre contre Sale et ses débuts en Championnat d'Angleterre lors de la dernière journée de cette saison contre Worcester. Cette saison, les Saracens sont champions d'Angleterre, battant Exeter 34 à 37 en finale,. Christie remporte alors le premier titre de sa carrière.
Les Saracens réalisent une bonne saison 2019-2020 sur le plan sportif, cependant, le club est relégué administrativement en deuxième division à partir de la saison suivante à cause du non-respect du plafond salarial. Il joue ainsi la saison 2020-2021 en Championship, la deuxième division anglaise. Il y joue neuf rencontres, dont la finale retour remportée 57 à 15 face aux Ealing Trailfinders. Les Saracens sont donc de retour en première division après seulement une saison jouée à l'échelon inférieur.
Grâce à un calendrier chargé et son amélioration au niveau de la régularité, il devient titulaire lors de multiples rencontres lors de la saison 2021-2022, marquant à cette occasion son premier essai avec le club dans un match de Challenge européen. Durant la suite de la saison, pour le retour des Saracens dans l'élite du rugby anglais, son club se qualifie en finale du championnat, après avoir éliminé les Harlequins champions en titre. Pour cette finale face à Leicester, Andy Christie débute sur le banc des remplaçants, puis entre en jeu en seconde période à la place de Theo McFarland. Finalement, les siens sont battus en toute fin de match 15 à 12.
La saison suivante, en 2022-2023, les Saracens sont d'abord éliminés en quarts de finale de la Champions Cup par le Stade rochelais, mais atteignent ensuite la finale du championnat. Andy Christie ne participe cependant pas à cette finale remportée 35-25 face aux Sale Sharks à cause d'une fracture du bras survenue lors du huitième de finale de Champions Cup contre les Ospreys. 
Après un bon début de saison 2024-2025, il est nommé pour le titre de joueur du mois de septembre en championnat. Cependant, Max Malins obtient finalement cette distinction.  

### Carrière internationale
Andy Christie est éligible avec l'équipe d'Écosse du fait de l'origine de ses grands-parents. Membre de l'équipe d'Écosse des moins de 16 ans et d'Angleterre des moins de 18 ans, il est sélectionné en équipe d'Angleterre des moins de 20 ans contre l'Afrique du Sud en avril 2019.
Il est inclus dans le groupe écossais pour la préparation du Tournoi des Six Nations 2022, étant appelé pour la première fois au niveau international senior,. Ainsi, il obtient sa première cape en équipe nationale contre la France (défaite 17-36). La même année, il prend part à la tournée estivale en Argentine.
Il est ensuite sélectionné par Gregor Townsend pour le Tournoi des Six Nations 2023, mais est contraint de déclarer forfait à cause d'une blessure. Il est alors remplacé par Scott Cummings.
Malgré une fracture au bras contractée durant la saison 2022-2023, il récupère à temps et fait partie des 41 Écossais choisis pour préparer la Coupe du monde 2023. Il n'est cependant pas retenu dans le groupe final participant au Mondial.
Au mois de janvier 2024, il est sélectionné pour le Tournoi des Six Nations.

## Statistiques en équipe nationale
Au 15 octobre 2023, Andy Christie compte 8 sélections en équipe d'Écosse. Il a pris part à une édition du Tournoi des Six Nations en 2022.
| Année | Compétition | Matchs | Points | Essais |
| ----- | ----------- | ------ | ------ | ------ |
| 2022  | Six Nations | 1      | -      | -      |
| 2022  | Test matchs | 3      | -      | -      |
| Total | Total       | 4      | 0      | 0      |

## Palmarès

### En club
- Saracens
  - Vainqueur du Premiership Rugby Shield (en) en 2019
  - Vainqueur du Championnat d'Angleterre en 2019 et 2023
  - Finaliste du Championnat d'Angleterre en 2022
  - Vainqueur du Championnat d'Angleterre de 2e division en 2021

### Distinctions personnelles
- Community Player of the Season du Championnat d'Angleterre en 2024.